# Episodi di Date with the Angels (seconda stagione)
La seconda stagione della serie televisiva Date with the Angels è andata in onda negli Stati Uniti dal 6 settembre 1957 al 29 gennaio 1958 sulla ABC.
| nº | Titolo originale       | Prima TV USA      |
| -- | ---------------------- | ----------------- |
| 1  | Return of the Wheel    | 6 settembre 1957  |
| 2  | The Gorilla            | 13 settembre 1957 |
| 3  | Everybody's Baby       | 20 settembre 1957 |
| 4  | Catered Party          | 27 settembre 1957 |
| 5  | The Convention         | 4 ottobre 1957    |
| 6  | Night School           | 11 ottobre 1957   |
| 7  | Star Struck            | 25 ottobre 1957   |
| 8  | Diane                  | 1º novembre 1957  |
| 9  | Nobody's Father        | 8 novembre 1957   |
| 10 | No-Risk Policy         | 15 novembre 1957  |
| 11 | The Burglar            | 22 novembre 1957  |
| 12 | The Chateau            | 29 novembre 1957  |
| 13 | Chip Off the Old Block | 6 dicembre 1957   |
| 14 | Santa's Helper         | 13 dicembre 1957  |
| 15 | Cousin Herbie          | 20 dicembre 1957  |
| 16 | A Day at the Track     | 27 dicembre 1957  |
| 17 | Wheeler at the Cabin   | 1º gennaio 1958   |
| 18 | The Train              | 8 gennaio 1958    |
| 19 | Double Trouble         | 15 gennaio 1958   |
| 20 | Francis Goes to School | 22 gennaio 1958   |
| 21 | What an Opportunity    | 29 gennaio 1958   |

## Return of the Wheel
- Prima televisiva: 6 settembre 1957

### Trama
- Guest star: Jimmy Boyd (Wheeler), Natalie Masters (Wilma Clemson), Sheila James Kuehl (Laurie), Maureen Cassidy (Jane), Ralph Dumke (Mr. Olson)

## The Gorilla
- Prima televisiva: 13 settembre 1957

### Trama
- Guest star: Roy Engel (George Clemson), George N. Neise (Carl), John Litel (Mr. Taylor), Richard Reeves (Murphy), George Barrows (Mr. Kelly), Wally Cassell (Jim Keats)

## Everybody's Baby
- Prima televisiva: 20 settembre 1957

### Trama
- Guest star: Roy Engel (George Clemson), Natalie Masters (Wilma Clemson), George N. Neise (Carl), Donald Curtis (Ross), Gavin Gordon (Mr. Malcolm), Gage Clarke (dottor Frederick P. Gordon), Elvia Allman (infermiera Thompson), Dan Riss (Mr. Nemeth), Mary Treen (Maternity Nurse), Jackie Kelk (Phonebooth New Father)

## Catered Party
- Prima televisiva: 27 settembre 1957

### Trama
- Guest star: Roy Engel (George Clemson), Natalie Masters (Wilma Clemson), Loie Bridge (Olivia Gordon), Burt Mustin (Mr. Finley), Tristram Coffin (James Dupree), Kay Stewart (Mrs. Dupree), Robert Carson (Mr. Fletcher), Alice Backes (Mrs. Fletcher), Paul Cavanagh (Harry Van Norman), Helen Kleeb (Carol Van Norman), Tom Kennedy (se stesso - Announcer)

## The Convention
- Prima televisiva: 4 ottobre 1957

### Trama
- Guest star:

## Night School
- Prima televisiva: 11 ottobre 1957

### Trama
- Guest star:

## Star Struck
- Prima televisiva: 25 ottobre 1957

### Trama
- Guest star: Roy Engel (George Clemson), Natalie Masters (Wilma Clemson), Gus Constance (capo cameriere), Dennis Day (Dennis Day), Hugh O'Brian (Hugh O'Brian), Liberace (Liberace)

## Diane
- Prima televisiva: 1º novembre 1957

### Trama
- Guest star: Cara Williams (Diane), Roy Engel (George Clemson), Natalie Masters (Wilma Clemson), Paul Duboy (Jack Sanderson), Gerry Lock ('Dream' Diane)

## Nobody's Father
- Prima televisiva: 8 novembre 1957

### Trama
- Guest star:

## No-Risk Policy
- Prima televisiva: 15 novembre 1957

### Trama
- Guest star: Richard Deacon (Roger Finley), Burt Mustin (Mr. Finley)

## The Burglar
- Prima televisiva: 22 novembre 1957

### Trama
- Guest star: Roy Engel (George Clemson), Natalie Masters (Wilma Clemson), Willis Bouchey (Mr. Chase), Terence de Marney (Sam Bender), Harry Lauter (Mr. Belknapp)

## The Chateau
- Prima televisiva: 29 novembre 1957

### Trama
- Guest star:

## Chip Off the Old Block
- Prima televisiva: 6 dicembre 1957

### Trama
- Guest star: Maudie Prickett (Mrs. Cassie Murphy), Richard Reeves (Mr. Murphy 'Murph'), Paul Savage (Emmett 'Mike' Murphy), Harry Fleer (Shore Patrol)

## Santa's Helper
- Prima televisiva: 13 dicembre 1957

### Trama
- Guest star: Burt Mustin (madre di Mr. Finley), Richard Deacon (Roger Finley), Hanley Stafford (Mr. Wallace), Nancy Kulp (Dolly Cates), Deborah Sydes (Susan, Little Girl), Eve McVeagh (ragazzo)

## Cousin Herbie
- Prima televisiva: 20 dicembre 1957

### Trama
- Guest star: Jack Carson (Herbie)

## A Day at the Track
- Prima televisiva: 27 dicembre 1957

### Trama
- Guest star: John Dehner (Norman Dunbar), Loie Bridge (Olivia Gordon), Johnny Silver (Mr. Carter), Helene Heigh (Josephine Smith), Frank Jenks (Lefty)

## Wheeler at the Cabin
- Prima televisiva: 1º gennaio 1958

### Trama
- Guest star: Jimmy Boyd (Wheeler), Beverly Wills (Christine Jansen), Irving Bacon (Howard Spangler), Gloria Castillo, Madge Blake (Margaret Spear)

## The Train
- Prima televisiva: 8 gennaio 1958

### Trama
- Guest star: George N. Neise (Carl), Joan Banks (Dottie), Joan Vohs (Janet), George Givot (conducente del treno), Carla Balenda (Vivian)

## Double Trouble
- Prima televisiva: 15 gennaio 1958

### Trama
- Guest star: Chuck Connors (Stacey L. Stacey), Reta Shaw (Mrs. Lyons), Roland Winters (Corey), Willard Waterman (Slike)

## Francis Goes to School
- Prima televisiva: 22 gennaio 1958

### Trama
- Guest star: Burt Mustin (Mr. Finley), Richard Deacon (Roger Finley), Richard Reeves (Murphy)

## What an Opportunity
- Prima televisiva: 29 gennaio 1958

### Trama
- Guest star: